# (4203) Brucato
(4203) Brucato es un asteroide perteneciente al cinturón de asteroides, descubierto el 26 de marzo de 1985 por Carolyn Shoemaker desde el Observatorio del Monte Palomar, Estados Unidos.

## Designación y nombre
Designado provisionalmente como 1985 FD3. Fue nombrado Brucato en honor a "Robert J. Brucato", ayudante del director del Observatorio Palomar.